# Neowithius chilensis
Neowithius chilensis är en spindeldjursart som först beskrevs av Beier 1930.  Neowithius chilensis ingår i släktet Neowithius och familjen Withiidae. Inga underarter finns listade i Catalogue of Life.